# Replay. The Polish Journal of Game Studies
Replay. The Polish Journal of Game Studies – czasopismo naukowe wydawane przez Wydawnictwo Uniwersytetu Łódzkiego, poświęcone interdyscyplinarnym studiom nad grami i odbiorcami gier.

## O czasopiśmie
Replay to rocznik Zakładu Mediów Elektronicznych Uniwersytetu Łódzkiego, publikujący oryginalne wyniki badań prowadzonych z różnych perspektyw, m.in. kulturowej, socjologicznej i filozoficznej, ze szczególnym naciskiem na historię gier cyfrowych, ich typologię oraz terminologię. Recenzja tekstów prowadzona jest zgodnie z modelem double blind review. Wszystkie artykuły dostępne są w Otwartym Dostępie (Open Access) na licencji CC BY-NC-ND.

## Rada Programowa
- dr hab. prof. UŁ Piotr Sitarski, przewodniczący
- prof. dr hab. Ryszard W. Kluszczyński
- dr hab. prof. SWPS Mirosław Filiciak
- prof. Graeme Kirkpatrick, Ph.D.
- prof. Jaakko Suominen, Ph.D.
- prof. Melanie Swalwell, Ph.D.

## Redaktorzy
- Paweł Grabarczyk, red. nacz.
- Dominika Staszenko-Chojnacka, zastępca red. nacz.
- Maria B. Garda
- Stanisław Krawczyk
- Marcin M. Chojnacki

## Bazy
- BazHum
- ERIH PLUS
- ProQuest